# Braune Zeltbauende Fledermaus

Verbreitungsgebiet der Braunen Zeltbauenden Fledermaus

Die Braune Zeltbauende Fledermaus (Uroderma magnirostrum) ist ein in Mittel- und Südamerika verbreitetes Fledertier in der Familie der Blattnasen. Das Typexemplar stammt aus Honduras. Trotz deutlicher Unterschiede zur Schwesterart, der Gelbohr-Fledermaus (Uroderma bilobatum), wurde die Art erst 100 Jahre später beschrieben, obwohl sich schon mehrere Exemplare in den zoologischen Sammlungen befanden.

## Merkmale
Diese Fledermaus ist 54 bis 70 mm lang, schwanzlos und wiegt 12 bis 21 g. Die Unterarme erreichen eine Länge von 41 bis 45 mm, die Hinterfüße sind 9 bis 12 mm lang und die Länge der Ohren beträgt 13 bis 17 mm. Auf der braunen bis graubraunen Oberseite ist ein undeutlicher weißlicher Aalstrich vorhanden. Die Unterseite ist von graubraunem Fell bedeckt und die unteren Bereiche des braunen Nasenblatts sowie der braunen Ohren können heller sein. Ein weißer Strich über den Augen ist deutlich ausgeprägt, während der weiße Strich unter den Augen undeutlich ist oder ganz fehlt. Die nackte Schwanzflughaut gleicht in der Form einem U. Beim anderen Gattungsvertreter ist die Schwanzflughaut behaart.

## Verbreitung
Im Norden ist das Verbreitungsgebiet ein breiter Streifen entlang der Pazifikküste vom Bundesstaat Michoacán in Mexiko bis nach Nicaragua. Eine zweite Population bewohnt die Region vom mittleren Panama bis in den Bundesstaat Rio de Janeiro in Brasilien. Sie erreicht im Westen die östlichen Hänge der Anden in Ecuador, Peru und Bolivien. Die Braune Zeltbauende Fledermaus lebt im Flachland und in Gebirgen bis 1000 Meter Höhe. Das Habitat variiert zwischen immergrünen Wäldern, eher trockenen laubabwerfenden Wäldern und Plantagen.

## Lebensweise
Die namensgebende Verhaltensweise ist der Umbau von Bananenblättern oder von Blättern der Palmengattung Astrocaryum zu zeltartigen Konstruktionen. Dazu werden die Blattrippen abgebissen, so dass es sich zusammenfaltet. In diesen Nestern ruhen etwa fünf Exemplare zusammen. Vor der Geburt der Nachkommen bilden Weibchen eigene Gruppen, abseits der Männchen. Die Nahrung besteht hauptsächlich aus Früchten, die selten mit Insekten komplettiert werden. Mit Pollenstaub bedeckte Exemplare lassen vermuten, dass Nektar und andere Blütenteile zur Nahrung zählen. Zu den gern gefressenen Früchten zählen Feigen, Früchte von Ameisenbäumen sowie von Pfeffergewächsen.

## Gefährdung
Die IUCN listet die Art als nicht gefährdet (least concern) aufgrund fehlender Bedrohungen und einer stabilen Population.